# Bonadikombo
Bonadikombo (ou Bonidekombo) est une localité du Cameroun située dans la région du Sud-Ouest et le département du Fako, sur la route reliant Limbé à Mutengene. Elle est rattachée à la commune de Limbé Ier.

## Géographie
Le quartier est situé à 6 km au nord de Limbé-Centre sur la route nationale 3 (axe Douala-Limbé) et au point de départ de la route provinciale P32 ou route du thé (Tea Road) reliant en direction du nord, Buéa.

## Population
La localité comptait 852 habitants en 1953 et 1 427 en 1967, principalement des Bakweri. Lors du recensement de 2005, on y a dénombré 12 880 personnes.

## Éducation
L'enseignement secondaire public est assuré par le lycée de Bonadikombo Mile 4.

## Santé
Bonadikombo est doté d'un centre de santé (CSI).

## Cultes
La paroisse catholique de Saint John of God de Bonadikombo relève de la doyenné de Limbé du Diocèse de Buéa. Plusieurs dénominations protestantes sont présentes dans la localité, telles que la Béthel Baptist Church ou les Témoins de Jéhovah (Jehovah Witnesses).